# The Island Festival
The Island Festival var en endagars musikfestival som hölls på Sandgrundsudden i Karlstad. Festivalen arrangerades första gången 16 augusti 2014, då under namnet K Music Festival, på Norra Fältet i Karlstad. Festivalen arrangerades av Live Nation, samma arrangör som står bakom bland annat Summerburst.

## Festivalen år för år
| Nr | År   | Datum      | Besökare | Huvudnummer  | Övriga artister                                                      |
| -- | ---- | ---------- | -------- | ------------ | -------------------------------------------------------------------- |
| 1  | 2014 | 16 augusti | 1 500    | Nicky Romero | Marc, Marcus Hägg, BOS, Jack&Jordan, Gwise, Dannic, TJR, Blasterjaxx |
| 2  | 2015 | 15 augusti | 10 000   | David Guetta | Zara Larsson, Otto Knows, Rebecca & Fiona, Petter, Linda Pira        |
| 3  | 2016 | 20 augusti | 5 000    | Axwell       | Otto Knows, Joy M'Batha, Dada Life, Hoffmaestro                      |